# عبد الإله العمري
عبد الإله العمري (مواليد 15 يناير 1997) هو لاعب كرة قدم سعودي يلعب حاليًا في نادي النصر. ومع المنتخب السعودي الأول.

## مسيرة اللاعب
- مثل نادي وج في الفئات السنية وانضم إلى نادي النصر عام 2015.
- لعب أساسياً مع منتخب السعودية للشباب.
- مثل المنتخب في كأس العالم للشباب 2017.
- أعير إلى نادي الوحدة سنة كاملة في صيف 2018، وعاد للنصر في صيف 2019 بعد نهاية الموسم .
- اختير ضمن تشكيلة المنتخب السعودي في كأس العالم 2022 في قطر.[3]
- أعير إلى نادي الاتحاد موسم 2024-2025، وعاد للنصر في  2025 بعد نهاية الموسم .

## بطولاته
نادي النصر السعودي
- كأس السوبر السعودي
  - البطل (2): 2019، 2020
- كأس العرب للأندية الأبطال:
  - البطل (1):  2023

نادي الأتحاد السعودي
- دوري روشن السعودي 2024-2025
- كأس خادم الحرمين الشريفين 2024-2025

## وصلات خارجية
- عبد الإله العمري على موقع إي إس بي إن إف سي (الإنجليزية)
- عبد الإله العمري على موقع قاعدة بيانات كرة القدم.إي يو (الإنجليزية)
- عبد الإله العمري على موقع ناشيونال فوتبول تيمز (الإنجليزية)
- عبد الإله العمري على موقع Soccerway.com (الإنجليزية)
- عبد الإله العمري على موقع عالم كرة القدم.نت (الإنجليزية)
- عبد الإله العمري على موقع أوليمبيديا (الإنجليزية)

- عبد الإله العمري